# Mînzătești, Ungheni
Mînzătești este un sat din componența comunei Hîrcești din raionul Ungheni, Republica Moldova.
Localitatea este traversată de râul Cula. Distanța până la centrul raional Ungheni este 44 km, până la stația de cale ferată Cornești 18 km, iar până la Chișinău 86 km.
Mînzătești a fost atestat documentar în 1589. Conform altor surse localitatea a fost menționată în acte pentru prima dată în 1789, deși, desigur, satul exista până atunci.
Recensământul din 1859 a fixat în Mînzăteștii de pe Cula 122 de case, în care viețuiau 229 bărbați și 228 de femei. În vara anului 1872 au murit de holeră 25 de oameni. Mînzăteștii din volostea Cornești, județul Bălți,  avea atunci 150 de gospodării, 299 de bărbați și 300 de femei. La sfârșitul sec. XIX Mîzăteștii intrau în rândul localităților basarabene ce depășeau 500 de suflete. Aici trăiau 609 oameni (299 de bărbați și 338 de femei).
Administrația sovietică, după ce mutase frontiera de la Nistru pe Prut, a înregistrat la 10 noiembrie 1940 în satul Mânzătești din raionul Cornești 1.337 de oameni, dintre care 1.330 erau de etnie română.
După valul de deportări ale familiilor de chiaburi din 7 iulie 1949, în Mânzătești rămăseseră la 1 august 1949 cu 732 locuitori, față de 1.337 în 1940. 
Către 2007, erau atestate 400 de gospodării și 512 locuitori. Sunt active următoarele instituții: biserică, gimnaziu, cămin cultural, punct medical, oficiu poștal, un magazin mixt, un monument al sătenilor căzuți în cel de-al doilea război mondial.